# Filatelija u Bosni i Hercegovini
Filatelija u Bosni i Hercegovini (filatelija — skupljanje poštanskih i taksenih maraka, koverti i pečata; grč. filos: prijatelj + Шаблон:Jez-grč-: carina, novac, daća) svoje početke veže za izdavanje prvih poštanskih maraka na ljeto 1879. godine. Okupacijom od strane Austrougarske monarhije dolazi do izdavanja posebnih poštanskih maraka za teritoriju Bosne i Hercegovine, 1. jula 1879. Prva poštanska marka je sive boje, u nekoliko varijanti, te prikazuje dvoglavog austrougarskog orla s grbom; ima vrijednost jednog novčića (nem. Kreuzer).
Danas u BiH postoje tri pošte koje izdaju marke u zajedničkoj valuti, konvertibilnoj marki (KM; BAM), i koje vrijede u cijeloj Bosni i Hercegovini. Osim BiH, postoji još nekoliko zemalja u Evropi i svijetu koje imaju nekoliko pošta (Andora, Australija, Kipar, Velika Britanija, Danska, Indonezija, Kina, Francuska, Srbija, Hrvatska, Italija i dr.). Razlozi izdavanja različitih maraka i postojanja više pošti u tim državama su višestruki, počev od geografskih, političkih, istorijskih pa do mnogih drugih. Uzrok postojanja tri pošte u BiH je raspad Jugoslavije i povezani ratovi, što je dovelo do potrebe za kontaktima među stanovništvom, transferom novca itd., jer su poštanske pošiljke iz Evrope uglavnom dolazile privatnim kanalima ili preko pošti susjednih zemalja, sa obaveznom naznakom entiteta.
Još jedna specifičnost poštanskog saobraćaja u nekim gradovima BiH je postojanje dvije pošte udaljene manje od kilometra u kojima se mogu kupiti dvije vrste poštanskih maraka (Sarajevo, Vitez, Mostar, Novi Travnik, Gornji Vakuf itd.). U literaturi se takav slučaj pominje u Ujedinjenim Arapskim Emiratima i Omanu (u pograničnom dijelu). Ta specifičnost se odrazila na relativno visoku potražnju bosanskohercegovačkih maraka u Evropi, ali i na razvoj grafičkog dizajna i originalnih ideja, što je za rezultat imalo visok kvalitet maraka. Sličan primjer je Čehoslovačka, koja je nakon raspada iznjedrila dvije pošte visokog kvaliteta. Suprotan primjer je njemačka pošta koja je nakon ujedinjenja i privatizacije izgubila na kvalitetu i dizajnu maraka.

## Osmansko doba
Do austrougarske okupacije, preciznije do jula 1878. godine, na teritoriji Bosne su se primjenjivale tadašnje marke turske pošte. Nije poznato da li su za BiH postojale posebne marke. Marke turske pošte su se razlikovale po dodatnim utisnutim žigovima sa oznakama gradova u Bosni, i to za Sarajevo, Mostar, Banja Luku, Travnik, Novi Pazar, Brod (Prut) i Bihać (Biheke). Svi natpisi su bili na arapskom pismu i na turskom jeziku. Vrijednosti su bile 20 para te 1, 2 i 5 ghruša. Ne postoji jasna kategorizacija u filatelističkoj literaturi, pa su marke uglavnom neprepoznatljive.
Tokom druge polovine 19. vijeka, vremena osmanske vladavine Bosnom i Hercegovinom, transport roba, pošte i novca odvijao se neprekidno po svim pravcima kojima su se kretali karavani osmanskih velikaša tokom svog pohoda na Zapad. Poštanskom vezom preko Bosne, vezu sa Turskom održavale su susjedne zemlje Austrija i Francuska, zbog čega je u Sarajevu osnovana takozvana „Francuska pošta”, dok je za prijenos te pošte angažovana francuska trgovačka firma „Frasine” (fr. Fraissinet), a do kraja Osmanskog carstva u BiH poštu su prenosili trgovci zvani kiridžije.

## Austrougarsko doba
Austrougarskom aneksijom Bosne i Hercegovine 1878. godine pošta je radikalno reorganizovana; napravljen je novi razmještaj njene mreže u skladu s državnim, vojnim, ekonomskim, političkim i geostrateškim ciljevima Austrougarske.
Odmah nakon preuzimanja Sarajeva, već 1878. i 1879. godine, formirane su vojne pošte kako bi se uspostavila mreža sa Austrougarskom monarhijom.
Početokm septembra 1879. godine, objavljena je vijest o otvaranju telegrafskih stanica u Derventi, Doboju, Maglaju, Banjoj Luci, Sarajevu i Travniku, a nešto kasnije i u Zenici i Busovači. Samo mjesec dana kasnije, u oktobru, sa radom su započele telegrafske stanice u Brčkom, Jajcu, Livnu, Prijedoru, Tuzli, Zvorniku, Bihaću, Goraždu, Mostaru, Trebinju i još nekoliko naselja širom Bosne i Hercegovine.
Osim Osmanlija, i Austrougari su u drugoj polovini 19. vijeka imali svoju poštu u Bosni i Hercegovini, i to kao privatnu poštu austrijskog konzula (tzv. „Konzulova pošta”) u Mostaru i Sarajevu. Stanovništvo BiH je sve više počelo koristiti usluge Konzulove pošte, što nije odgovaralo stambolskoj Porti, pa je često dolazilo do sukoba između austrougarske pošte i osmanskih vlasti. Međutim, Konzulova pošta je i dalje nastavila s radom, sve do kraja osmanske vladavine a djelimične okupacije i sve većih austrougarskih uticaja 1848. godine.
Takođe, za vrijeme osmanske vlasti je 1858. godine uspostavljena i prva poštanska telegrafska stanica u Bosni i Hercegovini; nalazila se u Mostaru. Godine 1864. je uspješno uspostavljena i druga telegrafska stanica u BiH; nalazila se u jednoj privatnoj kući u Sarajevu.
Godine 1892, Bosna i Hercegovina je primljena u Svjetski poštanski savez (fr. Union postale universelle, engl. Universal Postal Union; skr. UPU).
Nakon 19 godina, 1911. godine, ugledni austrougarski arhitekta Josip Vancaš počeo je s projektovanjem zgrade Glavne pošte u Sarajevu, čiji će izgled podsjećati na modernu zgradu Austrijske Banke poštanske štedionice (engl. Austrian Postal Savings Bank) austrougarskog arhitekte i urbaniste Ota Vagnera (1841—1918) u Beču. Ovo je bio njegov prvi neoklasični projekat nakon godina austrougarske ar nuvo arhitekture.
Dana 18. maja 1913. godine, svečano je otvorena zgrada Glavne pošte u Sarajevu.
Do 1914. godine, odnosno do početka Prvog svjetskog rata i kraja austrougarske vladavine u Bosni i Hercegovini, vojnih pošta je bilo 118; u razdoblju od 1879. do 1918. godine, poštanska mreža je proširena za 100 novih poštanskih stanica. Za vrijeme Austrougarske u BiH je otvoreno oko 150 novih poštanskih stanica.

### Poštanske marke
Prva poštanska marka je izašla 1. jula 1879. godine. Na marki se nalazio dvoglavi orao s grbom. Upotreba poštanskih maraka od 1879. do 1908. pored BiH obuhvatala je i područje Sandžaka (nem. Sandschak Novipazar), koji je potpadao pod vojnu upravu Austrijske monarhije. U to doba je bilo neuobičajeno da vojna pošta, koja je bila pod upravom ministarstva rata, koristi civilnu poštu (što je bio slučaj u BiH). Zbog problema s jezikom, austrijska pošta se odlučila za izdavanje maraka bez ikakvog natpisa, s ciljem da ukaže na ravnopravnost jezika i kultura u ovom relativo osjetljivom području. Do 1900. godine koristio se austrijski gulden (nem. Forint) s podjelom na 100 novčića (nem. Kreuzer). Od 1900. godine u upotrebi je bila kruna (nem. Krone) s podjelom na 100 helera (nem. Heller). Prva serija je izdata u devet različitih vrijednosti, u devet boja, i to 1, 2, 3, 5, 10, 15, 25, 20 i ½ novčića. Vrijednost je bila prikazana u gornjem lijevom i desnom uglu.
Postojale su mnogobrojne varijante koje su se razlikovale po kvaliteti i vrsti štampe, nazubljenju i vodenom žigu. Sve marke su bile štampane u Državnoj štampariji u Beču. Tek je 1906. godine izašla prva serija s natpisom na njemačkom: „”. Serija se sastojala od šesnaest maraka s motivima iz BiH. Na markama su bili prikazani gradovi, rijeke, kao i tipična transportna sredstva za to vrijeme. Gradovi kao što su Doboj, Mostar, Jajce i Sarajevo bili su s motivima Baščaršije, tornjem Svetog Luke u Jajcu, kao i carem Francom Jozefom I. Autor serije je poznati austrijski slikar i grafičar Koloman Mozer. Za to vrijeme serija maraka za Bosnu i Hercegovinu predstavljala je revoluciju u filateliji, jer su se do tada — pogotovo u Evropi — štampale samo marke s grbom cara ili kralja te likovima aktuelnih vladara. Pošto je prva isporuka nestala, austrijska štamparija se odlučila na hitno izdavanje druge serije, te tako nastaju marke s nazubljenjem u vrijednostima od šest do dvanaest. Po nekim izvorima postoji i serija s nazubljenjem pet, ali njeno nastajanje nije poznato.
Godine 1912, je izašla serija od 21 marke s likom cara Franca Jozefa I, a tada se po prvi put pojavio natpis „K.u.K. Militär Post ” (u prijevodu na srpski: Carska i kraljevska pošta BiH), ali bez tipičnog njemačkog z i w u imenu Hercegovine. Vrijedosti su bile od jednog helera (nem. Heller) do deset kruna. 1917. izlazi serija od tri marke s likom ubijenog prestolonasljednika Franca Ferdinanda i njegove žene Sofije. Serija se sastojala od tri marke, a na jednoj je bio nacrt crkve posvećene Sofiji koja nikad nije izgrađena. Posljednja marka izlazi 1. septembra 1918. godine, a na njoj je Mostar sa žigom „1918” i car Franc Jozef I s istim žigom. Pripremljena serija maraka iz 1918. godine s likom cara Karla I nije ušla u saobraćaj i kataloški nije uvrštena u redovne marke.
Za razliku od austrijskih izdanja, izdanja za BiH prikazuju uglavnom motive gradova u BiH, dok se izdanja za Austriju svode uglavnom na carsku i kraljevsku porodicu i povremeno na dvorove Šenbrun ili bečki Hofburg. Ukupno je izašlo 148 različitih maraka s relativno visokom vrijednošću po njemačkom katalogu Mihel (nem. Michel-Katalog&nbsp;/ Schwaneberger Verlag GmbH München), a područje je kataloški svrstano pod Austriju. Inače, to je u Evropi omiljeno područje u filatelističkim krugovima; vrijednost dobro očuvanih maraka se kreće do nekoliko hiljada evra.
- Marka iz prve serije, 10 krojcera (1879)
- Marka s novim izgledom i novom novčanom jedinicom heler (1900)
- Marka s motivom Mostara i žigom „” (1906)
- Marka s motivom Doboja (1906)

### Novinske marke
Godine 1913, je izašla serija od četiri marke s likom djevojke u bosanskoj narodnoj nošnji. Marke su korištene za frankiranje novina i vrijedile su do 28. oktobra 1918. godine. Kao većina novinskih maraka iz tog vremena, nisu imale nazubljenje već su rezane obično na poštanskom šalteru. Nakon završetka Prvog svjetskog rata pojavljuju se s raznim oznakama u Kraljevini SHS, kao marke u normalnom poštanskom saobraćaju.

### Porto marke
Osim redovnih poštanskih maraka, austrijska pošta je izdavala i tzv. porto marke, koje su izlazile u tri različita tipa. Prvo izdanje je iz 1904. godine s naznakom „Milit. ” (u prijevodu na srpski: Vojna pošta); sve su crno-crveno-žute boje i u raznim vrijednostima od 1 do 200 helera. Drugo izdanje je iz 1916/1918. godine i u vrijednostima je od 2 helera do 3 krune.

### Taksene marke u poštanskoj upotrebi
U poštanskom saobraćaju se koristila i taksena marka, koja je osobena po tome što su svi natpisi na njoj ispisani na latinici, ćirilici, ali i arapskom pismu; na primjer, „... 1 novčić... Zemaljska vlada za Bosnu i Hercegovinu...”. Postoje dva tipa, oba u vrijednostima od 1, 2 i 4 novčića, u crvenoj ili smeđoj boji, i stilski se razlikuju od ostalih izdanja. Grafičko rješenje odgovara ukrasima koji vjerovatno imaju religijsku pozadinu.

### Marke za ratišta
Osim gore navedenih maraka, Austrougarska monarhija je za vrijeme Prvog svjetskog rata na okupiranim područjima koristila bh. marke s dodatnim žigom kao marke za ratišta (nem. Feldpostmarke). Primjenjivale su se razne serije, a žigovi na bh. markama su bili „K.&nbsp;U.&nbsp;K. Feldpost” i „Serbien”. Razlikuje se više žigova, kako po položaju (vodoravni ili dijagonalni) tako i po različitim bojama. Marke su izlazile od 1915. do 1918. godine. Porto marke sa žigom (na primjer, „6 ”) koristile se u Italiji sve do 1918. godine. Te marke filatelistički ne pripadaju području BiH, ali su takođe interesantne zbog raznolikosti žigova i svoje rasprostranjenosti u Evropi.

### Kraj Austrougarske monarhije
Raspadom Austrougarske monarhije i stvaranjem Države SHS, pošta u BiH je postepeno počela da se razvija u smjeru zajedničke države. Od novembra 1918. godine su počele da se koriste marke Austrije sa žigom u više varijacija. Razlikuju se po pismu (latinica ili ćirilica) i po boji žiga. U gornjem dijelu se nalazi natpis „DRŽAVA S. H. S.”, u sredini lijevo i desno godina „1918”, a u donjem dijelu „BOSNA I HERCEGOVINA”. Novčana vrijednost je ostala u krunama i helerima, a sve do juna 1920. godine — do uvođenja dinara — u BiH se i dalje plaćalo krunom. Osim poznatih geografskih motiva, koristile su se i marke sa djevojkom u narodnoj nošnji, kojima je utiskana nova vrijednost.
- Marka Austrije za područje BiH sa žigom „ | 1918 — 1918 |  ”, motiv bazara u Sarajevu (1918)
- Marka Austrije za područje BiH sa žigom „” (1918)
- Marka Austrije za područje BiH sa žigom „KRALJEVSTVO S.&nbsp;H.&nbsp;S.” crvene boje (1918)
- Porto marka Austrije za područje BiH sa žigom „” (1918)

Dana 11. marta 1919. godine na markama Austrije se pojavljuje natpis „Kraljevstvo Srba, Hrvata i Slovenaca”, koji kasnije zamjenjuje natpis „Kraljevstvo S. H. S.”. Marke su vrijedile sve do 1921. kad je izašla nova serija za čitavo područje Kraljevine, s likom srpskog regenta Aleksandra I i kralja Petra I iz dinastije Karađorđević.
Marke su vrijedile samo na teritoriji BiH, dok su drugi dijelovi Države SHS imali svoje marke (Slovenija, Hrvatska, Srbija i Crna Gora) ili su koristili marke Mađarske s novim žigom. Pored nebrojeno mnogo varijacija žigova, postoje i mnoge falsifikovane marke koje bez provjere nemaju veliku vrijednost. Neki katalozi (Mihel) počinju s markama iz BiH koje predstavljaju prve marke bivše Jugoslavije.

## Doba Kraljevine Jugoslavije
Od 1929. godine do početka Drugog svjetskog rata godine 1941, u BiH nije postojala posebna pošta. Na poštanskim markama se vrlo rijetko nalaze motivi iz BiH. Tek je 1929. godine izašla serija od tri marke, od kojih jedna prikazuje Tomislavovu baziliku u Duvnu, a serija je izdata povodom hiljadu godina osnivanja hrvatskog kraljevstva. Marka je imala vrijednost od 50+50 para. Iste marke su se koriste 1931. godine sa utisnutim žigom „Kraljevina Jugoslavija”, novim imenom ispisanim latinicom i ćirilicom. S vremena na vrijeme su se pojavljivali motivi gradova Jajca, Mostara i Sarajeva, ali tematski se pošta Jugoslavije orijentisala na istoriju srpskog naroda u Prvom svjetskom ratu kao i na kraljevsku porodicu Karađorđević.

## Drugi svjetski rat

### Doba Nezavisne Države Hrvatske
Raspadom Kraljevine Jugoslavije i osnivanjem Nezavisne Države Hrvatske, 10. aprila 1941. godine, na teritoriji BiH dolazi do raspada poštanskog saobraćaja Jugoslavije i osnivanja Hrvatske pošte. Već 12. aprila su počele da izlaze marke sa žigom „Nezavisna Država Hrvatska” i likom kralja Petra (jugoslovenske marke iz 1930-ih godina). Prvo izdanje na kojem se raspoznaju motivi iz Hrvatske iz 1941/1942. prikazuje i motive iz BiH poput Jajca, rijeke Drine, Konjica, Begove džamije u Sarajevu i Banje Luke. Serija se sastoji od devetnaest maraka na kojima je čak i Zemun.
Dana 12. oktobra je izašla serija Crvenog krsta s narodnim nošnjama. Sastoji se od tri marke. Jedna od njih je muška nošnja iz okoline Travnika. Vrijedile su do 31. maja 1945, a nominalna vrijednost im je bila 2+2 kune. 4. oktobra 1942. je izdata marka na kojoj je prikazana seljanka iz Bosne, takođe kao dio serije Crvenog krsta.
U narednih nekoliko godina postojanja NDH, ne pojavljuju se motivi iz BiH, marke se tematski oblikuju u drugom smjeru, ali interesantna je jedna od maraka iz 1944. koja prikazuje vojnika na straži na Drini. Nestankom NDH s političke scene, nestale su i marke, ali se i dan-danas mogu naći u mnogim kolekcijama.

### Doba Demokratske Federativne Jugoslavije (1944—1945)
Propadanjem NDH stvorila se Demokratska Federativna Jugoslavija; u BiH su se i dalje koristile marke NDH, ali s različitim žigovima (u zavisnosti od dijela BiH). Tako je, na primjer, pošta u Mostaru koristila motive gradova iz NDH sa žigom „Demokratska Federativna Jugoslavija” i novom vrijednošću u kunama. Marke su vrijedile od 28. aprila 1945. do 31. jula iste godine. Neke od maraka su dostigle visoku vrijednost, mada ih treba razlikovati od sličnih maraka koje su se štampale za Hrvatsku i koje nisu od posebnog značaja, uglavnom zbog mnogo većeg tiraža. Tiraž se kreće od 1.000 komada pa do 43.000 komada, za razliku od hrvatskih izdanja čiji tiraž prelazi 100.000 komada.
Pošta u Sarajevu je na marke iz NDH štampala pored natpisa „Demokratska Federativna Jugoslavija” i grb nove države s petokrakom i pet baklji na lijevoj strani. Ukupno je izdato trinaest maraka, sa dva različita motiva, a vrijedile su od 7. jula do 9. jula 1945. godine. U ta tri dana izdato je samo 600 primjeraka; ukazom Ministarstva pošte iz Beograda marke su se proglasile se nevažećim, povukle iz prodaje i uništile. Te marke su jedne od najvrednijih s područja bivše Jugoslavije. Tek u posljednje vrijeme neke marke iz Republike Srpske postižu veću vrijednost od onih prosječnih iz bivše Jugoslavije.

## Socijalističko doba
U periodu Federativne Narodne Republike Jugoslavije nisu postojala posebna izdanja u BiH, ali su se od ranih pedestih godina 20. vijeka počele da pojavljuju motivi bosanskohercegovačkih gradova na markama.
Postoje i izdanja s narodnim nošnjama, danom ustanka, grbom i zastavom, ali su to najčešće izdanja za svih šest republika Jugoslavije. Značajna su i česta izdanja povodom Dana oslobođenja Sarajeva, kao i poznatih ličnosti iz istorije. Tipično za ta izdanja je da istorija BiH iz perioda srednjeg vijeka nije mnogo zastupljena, dok je u drugim republikama to bio čest motiv. Takođe ni poznate osobe (poput književnika) iz osmanskog doba nisu nalazile mjesto na markama, mada su pisale o narodu s prostora današnje BiH, čak i na tadašnjem narodnom jeziku. Običaji i tradicija naroda iz BiH nisu se mnogo posmatrali s tog gledišta, osim ako bi to bilo povezano s državama Srbijom ili Hrvatskom, bilo iz srednjeg vijeka bilo iz vremena osmanske vladavine.
Serija iz 1980-ih godina, koja je izdata povodom 14. zimskih olimpijskih igara održanih u Sarajevu, prikazuje motive Sarajeva, sportske terene, sportiste, kao i amblem Olimpijade. Jedan je od interesantnijih pokušaja jugoslovenske pošte da se približi svjetskim standardima. Serije se kreću u tiražu do 1.000.000 primjeraka.

### Doplatne marke
Posebna izdanja su postojala samo na tzv. doplatnim markama, ali je to bilo najčešće vremenski ograničeno. Motivi su bili zajednički, tako da se ne može govoriti o lokalnim markama, kao na primjer u vremenu pred kraj rata (1944—1945), koje su vrijedile samo na ograničenom području do uspostavljanja zajedničke pošte.
Doplatne marke su se izdavale u korist humanitarnih organizacija: povodom Nedjelje solidarnosti, Dječje nedjelje, Nedjelje borbe protiv tuberkuloze, Nedjelje borbe protiv raka, Olimpijske nedjelje, Mediteranskih igara u Splitu, Svjetskog prvenstva u stonom tenisu u Novom Sadu i sl. Skoro na svim doplatnim markama je bilo ime države, mada je izašlo i nekoliko izdanja bez ovog imena (samo s povodom izdavanja). Marke su bile obavezne, a isprva su vrijedile kao franko i porto marke; ’70-ih godina pojavljuju se samo kao franko marke. Period upotrebe kao i nominalne vrijednosti su kod nekih izdanja bili različiti po republikama SFRJ, pa je time moguće ustanoviti u kojoj je od republika marka bila u opticaju.

## Doba samostalne Bosne i Hercegovine
Raspadom Jugoslavije i proglašavanjem nezavisnosti Republike Bosne i Hercegovine dolazi do osnivanja Javnog preduzeća BH Pošta d. o. o. sa sjedištem u Sarajevu. U prvo vrijeme su se koristile marke bivše države s raznim žigovima, ali zbog ratnih djelovanja došlo je do djelimičnog raspada poštanskog sistema.
Početkom rata došlo je do proglašavanja Hrvatske Zajednice/Republike Herceg-Bosne (koja će biti ugašena Vašingtonskim sporazumom početkom 1994. godine) Srpske Republike Bosne i Hercegovine / Republike Srpske (koja će 1995. po Dejtonskom sporazumu biti ozvaničena kao bosanskohercegovački entitet Republika Srpska).
Na ova dva područja se osnivaju dvije zasebne pošte: Hrvatska pošta Mostar (sa sjedištem u Mostaru) i Srpskih pošti sa sjedištem u Banjoj Luci. Sve tri pošte danas su članice  i predstavljaju javne pošte u Bosni i Hercegovini. Nije poznato da li postoji legalna mogućnost mješovitog frankiranja (frankiranje sa dvije ili više maraka iz različitih pošti na jednoj pošiljci).

### BH Pošta
U Sarajevu je 27. oktobra 1993. godine izašla serija od sedam maraka s tadašnjim grbom RBiH s bosanskim ljiljanima. Vrijednosti su od 100 do 50.000 bosanskohercegovačkih dinara (BHD), u tiražu od 50.000 kompleta. Postoje razna izdanja prvog dana, a marke su nenazubljene i zbog ratnih zbivanja u Sarajevu nije poznato da li su bile u opticaju. Mogu se naći mnogobrojna izdanja prvog dana (FDC), s prigodnim žigom i naslovom „Suvenir” i sl. (što ne odgovara standardima UPU), ali i tekstovi koji ukazuju na trenutnu situaciju u Sarajevu 1993. godine. Zbog toga se često uzimaju ti prigodni listovi kao prve marke iz RBiH, mada su te markle rijetko kada uopšte i bile u poštanskom saobraćaju. Pojavljuju se i dalje ali bez žiga. Serija Deset godina od otvorenja nenazubljenih maraka s motivima sarajevskog ZOI-ja 1984. izašla je 1994. godine, s nominalnim vrijednostima od 50.000, 100.000 i 200.000 bosanskohercegovačkih dinara.
Marke Republike BiH se u početku tematski odlikuju stanjem u Bosni i Hercegovini za vrijeme rata. Područja na kojima vrijede marke Republike BiH su ograničena na Sarajevo i teritorije pod kontrolom Armije RBiH. Osim motiva ratnog razaranja u seriji od sedam maraka s motivom Glavne pošte u Sarajevu iz 1995. godine, tematski krug se zatvara istorijskim motivima, motivima prirode, slikarstva, sporta i religije. Te marke bi se mogle uzeti kao prve marke u saobraćaju koje su i do danas u opticaju, s primjedbom da novčana protivvrijednost odgovara bosanskim dinarima a ne konvertibilnim markama.
Od 15. jula 1994. do 10. oktobra 1997. godine marke su se izdavale u dinarima (10.000 starih dinara = 1 novi dinar), a 1. oktobra u BiH se uvela nova valuta — konvertibilna marka (1 KM = 100 dinara) —, koja je ostala u upotrebi sve do danas. Skoro sve marke od 1995. godine su i dan-danas u opticaju. Od 1996. godine marke nose natpis „Bosna i Hercegovina” i prepoznatljive su po amblemu pošte. BH Pošta je član UPU i tematska izdanja su svake godine slična tematskim izdanjima drugih pošti u svijetu.
U posljednjih nekoliko godina motivi su interesantni, kako zbog promijenjenog grafičkog dizajna tako i zbog specifičnosti tema. I dalje se fokus stavlja na turizam, gradove i poznate ličnosti; kraljica Jelena, kapetan Gradaščević, Mirza Bašagić, Bahrija Nuri Hadžić, Nasiha Kapidžić-Hadžić i Mustafa Mujaga Komadina su samo neke od ličnosti iz bosanske istorije koje su dospjele na nove marke BH Pošte. Takođe, zastupljene su i teme iz gastronomije (npr. ’deset u pola’ — sarajevski ćevapi; blok izdanje s tradicionalnim bosanskim jelima: dolmom i baklavom iz 2005. godine, sa otiskanim receptima na engleskom jeziku; burek u zvrku, izdanje iz 2007. godine itd.). Sa izuzetkom dva izdanja (božićno izdanje iz 1998. godine s motivom i natpisom „Рођење Христово&nbsp;&#124; 16.&nbsp;в.&nbsp;&#124; Срп.&nbsp;икона”, te izdanja iz 2005. godine s motivom manastira Žitomislić — gdje je ime manastira ispisano latinicom i ćirilicom), BH Pošta primjenjuje isključivo latiničko pismo na svojim izdanjima .
BH Pošta izdaje i druga filatelistička izdanja; primjeri su:
- maksimum karte i
- koverte prvog dana.

#### Maksimum karte
Maksimum karta (engl. card maximum), ili skraćeno CM, oslikana je poštanska razglednica koju BH Pošta i Hrvatska pošta Mostar izdaje uz pojedino izdanje poštanske marke. Prednja strana maksimum karte nosi ilustraciju i marku te poštanski žig prvog dana, a poleđina sve elemente klasične razglednice.
Prema definiciji Komisije za maksimafiliju (sakupljanje maksimum karti) Međunarodne filatelističke organicazije (FIPA), odnosno donesenom Statutu maksimafilije prema kojem je tačno određeno šta je maksimum karta, to je ilustrovana poštanska karta veličine 9 cm × 14 cm ili 10,5 cm× 15 cm. Poštanska marka se lijepi na lice maksimum karte i žigosa žigom prvog dana. Ilustracija na karti mora da zauzima minimum 75% površine jedne strane karte. Takođe, ilustracija mora da bude povezana s motivom na marki, ali nikako ne smije da bude identična.
Žig kojim je marka poništena mora da bude jasno vidljiv i može da se koristi i žig posljednjeg dana važnosti određene marke. Kada je u pitanju žig „card maximum”, on je pozicioniran na poleđini maksimum karte.
Ako je maksimum karta u cjelini poštansko izdanje (poštanska karta, marka i žig) onda se radi o „poštanskim maksimum kartama”, a ako je maksimum izdala neka druga organizacija radi se o „filatelističkoj maksimum karti” ili o „privatnim maksimum kartama” u slučaju da je izdavač pojedinac.

#### Koverte prvog dana
Koverta prvog dana (engl. first day cover), ili skraćeno FDC, pismo je s naljepljenim markama koje su žigosane žigom datuma izdanja. Ovakve koverte često se pri BH Pošti i Hrvatskoj pošti Mostar žigosaju žigom koji nosi i oznaku „Prvi dan” (ova oznaka biva odštampana na koverti ili obilježena ručnim žigom), čime se ističe sam karakter ovih koverti.
Ovo je koverta na kojoj se nalaze ilustracije ili crteži vezani za poštansku marku koja je na toj koverti te žig prvog dana izdanja te marke. Ukoliko se radi o izdavanju serije poštanskih maraka, na jednoj koverti se mogu nalaziti sve marke iz serije ili mogu biti raspoređene na dvije omotnice, koje su slično ili jednako ilustrovane.

#### Zajednička međunarodna izdanja
Osim zajedničkih izdanja s drugim dvjema bosanskohercegovačkim poštama, BH Pošta je do sada imala i nekoliko međunarodnih zajedničkih filatelističkih izdanja, i to s Poštom Katara 2003. godine i s Poštom Kuvajta 2008. godine.

### Hrvatska pošta Mostar
Dana 12. maja 1993. godine izlazi prva serija maraka u Hrvatskoj pošti Mostar. Marka prikazuje kip Marije i crkvu u Međugorju. Vrijednost marke je 2.000 hrvatskih dinara. U dijelovima pod kontrolom HVO-a (Hercegovina, Srednja Bosna i Bosanska Posavina) u upotrebi je hrvatski dinar već od 1992. godine. Istovremeno se koriste i marke bivše Jugoslavije sa žigom „Suverena Bosna i Hercegovina” ili „Suverena Herceg-Bosna”. Od 1993. godine do danas natpisi na poštanskim markama iz ovog područja se mijenjaju, i to:
- od 12. maja 1993. do 2. decembra 1994. godine natpis glasi „PT HZ HB | Pošta i telekomunikacije Hrvatske zajednice Herceg-Bosna”;
- od 2. decembra 1994. do 3. aprila 1997. godine natpis glasi „Bosna i Hercegovina Hrvatska republika Herceg-Bosna”;
- od 3. aprila 1997. do 31. decembra 1998. godine natpis glasi „Bosna i Hercegovina HPT Herceg-Bosne”;
- od 31. decembra 1998. do 31. decembra 2002. godine natpis glasi „Bosna i Hercegovina HPT d. o. o. Mostar”;
- od 31. decembra 2002. do danas natpis glasi „Bosna i Hercegovina HP d. o. o. Mostar”.

Marke Hrvatske pošte Mostar od 2009. godine ispod natpisa „Bosna i Hercegovina” imaju i dodatni natpis „Federacija Bosna i Hercegovina” ili „FBiH”.
Likovi koji se pojavljuju na markama Hrvatske pošte Mostar su uglavnom istorijske ličnosti; tako se 20. maja 1993. godine na trećoj marki pojavio lik Silvija Strahimira Kranjčevića, a nekoliko mjeseci kasnije Hrvoja Vukčića Hrvatinića. U kasnijem periodu je trend prema književnosti porastao, te se 1999. godine na marki od 0,30 maraka pojavio lik Antuna Branka Šimića, a nedugo nakon toga i Nikole Šopa.
Do 30. maja 1994. godine, u opticaju su bile marke s vrijednostima u hrvatskim dinarima, a nakon zamjene u Hrvatskoj — u Herceg-Bosni se i na poštanskim markama kao oznaka uvela kuna. Sve do 1. januara 1999. godine kuna je bila platežno sredstvo u ovim područjima. Nakon uvođenja konvertibilne marke, Hrvatska pošta Mostar mijenja izgled i oznake na poštanskim markama. 10. februara 1994. je izašla marka s dodatnom oznakom „Hrvatska republika Herceg-Bosna”, tako da je jedina razlika amblem Hrvatske pošte Mostar („HPTM”) koji je utisnut najčešće u donjem dijelu marke. Izdanja Hrvatske pošte Mostar se tematski ne razlikuju od izdanja drugih dviju pošti u BiH; s naglaskom su na gradove (Livno, Jajce, Tomislavgrad, Ljubuški itd.), područja i ličnosti iz istorije hrvatskog naroda u BiH. Tiraži se kreću od 80.000 do 200.000 komada i godišnje izlazi 30-ak različitih maraka s motivima koji se u posljednjih nekoliko godina podudaraju s motivima ostalih pošti u BiH, što prikazuje određenu saradnju između triju pošti. Sva izdanja Hrvatske pošte Mostar su na latiničkom pismu.
Hrvatska pošta Mostar takođe izdaje i druga filatelistička izdanja; primjeri su:
- maksimum karte i
- koverte prvog dana.

- Jugoslovenske marke sa žigom BiH; Hrvatska pošta Mostar (1993)
- Svjetsko prvenstvo u fudbalu 2002; Hrvatska pošta Mostar (2004)
- Franjevački samostan Guča Gora; Hrvatska pošta Mostar (2009)

#### Maksimum karte
Pogledajte § Maksimum karte.

#### Koverte prvog dana
Pogledajte § Koverte prvog dana.

#### Zajednička međunarodna izdanja
Osim zajedničkih izdanja s drugim dvjema bosanskohercegovačkim poštama, Hrvatska pošta Mostar je do sada imala i nekoliko međunarodnih zajedničkih filatelističkih izdanja.

### Pošte Srpske
Filatelija u Republici Srpskoj počinje nakon formiranja srpske paradržave na teritoriji Bosne i Hercegovine, 26. oktobra 1992. godine. Na markama SFR Jugoslavije našao se dvoredni žig „Република Српска” na ćiriličkom pismu. Nominalna vrijednost na jugoslovenskoj marki je precrtana s jednom ili dvije linije i utiskana je nova vrijednost koja je iznosila od 5 do 500 dinara. Tipovi za katalogizaciju razlikovali su se po položaju riječi Српска u drugom redu prema riječi Република u prvom redu. Vrijedile su do 1. oktobra 1993. godine. Ovo izdanje od jedanaest maraka, nazvano Banjalučki provizorijum, koristilo se u zapadnom dijelu Republike Srpske, dok su se u drugim dijelovima sve do početka 1993. godine koristile marke SFRJ. Zbog vrijednosti na filatelističkom tržištu, postoje brojni falsifikati. U međuvremenu je izašla nova serija, 11. januara 1993. godine, s tri motiva (motiv gusli, motiv srpskog grba i motiv manastira Žitomislić kod Mostara) i šest vrijednosti. Serija je nazvana Prve gusle. U junu 1993. godine je izašlo prvo prigodno izdanje, pod imenom Referendum, s tematikom referenduma povodom odbijanja Vens-Ovenovog plana. Seriju su činile tri marke iz serije Prve gusle, s dodatim natpisom „Референдум” и „15–16. 05. ’93.”. Zbog hiperinflacije, marke su korišćene oko 90 dana.
Pošta Republike Srpske je sve do uvođenja konvertibilne marke koristila jugoslovenski dinar (u početku dinar Republike Srpske), ali marke je štampala sa slovima:
- A — za unutrašnju poštu i
- R — za preporučenu poštu.

Motivi su na početku većinom bili religijske prirode, ali vremenom Srpske pošte su počele da izdaju serije s motivima faune i flore, fudbala, mostova, Olimpijade, književnosti (sa likovima Branka Ćopića, Jovana Dučića, Meše Selimovića, Alekse Šantića, Petra Kočića i Ive Andrića) itd. Marke su dostigle relativno visoku vijednost na evropskom tržištu, kako zbog motiva tako i zbog niskog izdavačkog tiraža koji se kod nekih serija kreće od 10.000 do 14.000 komada, što je relativno mala količina. Sve marke nose natpis „Република Српска” (ćirilicom), sve do 2003. godine kad se počinje pojavljivati natpis „Bosna i Hercegovina”, ali i dalje s podnatpisom „Republika Srpska”. Osim ovoga, marke je moguće razlikovati po grbu Pošti Srpske koji je otiskan na svakoj marki. Pojedinačne marke su u pravilu na ćiriličkom pismu, dok se marke u serijama naizmjenično štampaju na latiničkom i ćiriličkom pismu.
Godišnje izlazi oko 30 maraka, koje se najčešće štampaju u malim listovima (tabacima) od po osam maraka, s jednom vinjetom u sredini u tabaku 3×3 i sa sličnom štampom i nazubljenjem. Može se reći da marke Republike Srpske po dizajnu odgovaraju markama bivše Jugoslavije i da grafički i tematski odgovaraju — primjera radi — markama iz Srbije iz 1990-ih godina. Razlozi su vjerovatno ekonomske prirode jer i druge pošte štampaju marke u drugim državama (npr. Crna Gora štampa neke serije novih maraka u Bosni i Hercegovini, u Sarajevu, ali su grafički bliske Srbiji). Takav je sistem i u Češkoj i Slovačkoj, po raspadu Čehoslovačke.

#### Doplatne marke
Srpske pošte od 14. septembra 1997. godine izdaju i doplatne marke, koje se izdaju povodom Nedjelje borbe protiv tuberkuloze i povodom Nedjelje Crvenog krsta svakog 8. maja. Vrijednost im je od 0,15 ND (novih dinara) 1997. do 0,20 KM (konvertibilnih maraka) 2005. godine. U početku su marke bile nazubljene, a od 1998. godine počele su da se pojavljuju i kao nenazubljene, ali i obje varijante od 2003. godine. Tiraž je 50.000 primjeraka, do 75.000 u izdanjima od 2005. godine. Tiraž nenazubljenih maraka je manji, a kreće se od 2.000 do 3.500 komada u seriji. Neke su i samoljepljive, što je trend u današnjem štampanju poštanskih maraka. Vrijede najčešće nedjelju dana i obavezne su pri svakoj poštanskoj pošiljci. Motivi su jednostavni, s likom djeteta ili s crvenim krstom na bijeloj pozadini.

#### Personalizovane marke
Od 2007. godine Pošte Republike Srpske izdaju i personalizovane poštanske marke. Slijedeći trend drugih evropskih pošti (npr. Austrijske pošte), omogućeno je da se na zahtjev javne institucije, privatne firme ili osobe izdaju privatne marke sa željenim motivom. Motivi su lični zahtjev i obično se izrađuju na osnovu fotografije. Grafičko rješenje je obično ponuđeno od pošte, no može se izabrati između dvije boje (plave i žute) i dva oblika (vodoravni i uspravni). Na markama su, pored željenih tekstova, i tekstovi „Bosna i Hercegovina”, „Republika Srpska”, „Pošte Srpske”, te grb Pošti manjeg entiteta, kao i nominalna vrijednost. Marke su u opticaju i predstavljaju legalno sredstvo za naplatu poštarine u unutrašnjem saobraćaju. Marketinškim potezom omogućeno je promovisanje privatnih firmi kao i drugih institucija. Nije poznato koji su kriteriji za odobravanje motiva niti čime je regulisano šta je dozvoljeno na motivima poštanskih maraka a šta ne. Cijena izrade zavisi od naručene količine i kreće se od 1,50 KM za količinu 20—50 komada odnosno 0,80 KM za količinu > 1.000 komada. Nominalna vrijednost maraka je za sada 0,70 KM (Stanje 9/2008). U filateliji se ove marke ne katalogizuju u poznatim katalozima (kao što je onaj njemačkog izdavača, Mihel), već obično u specijalnim katalozima. Do sada ove marke nisu katalogizovane ni u jednom poznatijem katalogu. Nije poznata količina izdatih primjeraka, a do sada je izdato 13 različitih poštanskih maraka.

#### Lokalna izdanja
Zbog navodnog nedostatka redovnih poštanskih maraka, 1994. godine u Doboju je izdato tzv. lokalno izdanje Doboj. Korišćene su marke Jugoslavije iz vremena hiperinflacije i preko njih su žigom utisnute nove nominalne vrijednosti. Upotrebljavane su u opštinama Doboj, Bosanski Brod, Modriča i Derventa. Ne postoji odluka Poštanske direkcije Pošti Srpske o izdavanju ovih maraka pa se iste smatraju ilegalnim izdanjem. Prepoznatljive su po poštanskim brojevima pomenutih opština. U oktobru 1994. godine su povučene iz opticaja i službeno uništene. Manja količina je sačuvana, ali još uvijek nigdje nije bila predstavljena kao kolekcija od značaja. Po filatelističkim pravilima ove marke su privatna izdanja i nemaju filatelističku vrijednost. Zbog stalnog aktuelizovanja kataloga poštanskih maraka, može se očekivati njihovo pojavljivanje u specijalizovanim katalozima za nekoliko godina.

#### Ostala izdanja
Ostala filatelistička izdanja Pošti Srpske mogu se podijeliti na sljedeće grupe:
- koverta prvog dana,
- karta prvog dana,
- prigodna koverta,
- dopisnica,
- razglednica,
- filatelistička naljepnica.

Osim filatelističke naljepnice, koja se koristi u dekorativne svrhe i nema nominalnu vrijednost niti jednu karakteristiku poštanske pošiljke, svi ostali proizvodi koriste se u poštanskom saobraćaju ili su izdanja za potrebe filatelista. Zajednička osobina ovih proizvoda je da se izdaju u posebnim prilikama i imaju za svrhu obilježavanje bitnih datuma, događaja itd.

#### Falsifikati
Pojavom maraka na području Republike Srpske dolazi i do falsifikovanja. Uzroci falsifikovanja su ili na štetu Pošti Srpske ili na štetu filatelista. U početku, kvalitetno loše otiskane prve serije bilo je lako falsifikovati, te tako postoje mnoge marke Jugoslavije sa sličnim žigom, koji — međutim — nije katalogizovan, pa je za većinu tih serija — kao i koverti — potreban atest filatelističkog stručnjaka. Kasnije se javljaju falsifikati s raznim kombinacijama frankiranih pisama i različitih žigova. Pojava falsifikovanih FD koverti se javlja nakon velike potražnje filatelističkih proizvoda Pošti Srpske, a u početku i usljed relativne izoliranosti pošte u Banjoj Luci. Ovi falsifikati su lako prepoznatljivi po lošem poštanskom žigu.

#### Zajednička međunarodna izdanja
Osim zajedničkih izdanja s drugim dvjema bosanskohercegovačkim poštama, Pošte Srpske su do sada imale i nekoliko međunarodnih zajedničkih filatelističkih izdanja.

### Zajednička izdanja bosanskohercegovačkih pošti
U posljednjih nekoliko godina bilo je pokušaja zajedničkih izdanja, s većim ili manjim uspjehom. Osim izdanja CEPT za Evropu, koja tradicionalno izlaze u maju (skoro sve pošte u Evropi izdaju serije po jedinstvenom motivu), svaka od tri bosanskohercegovačke pošte izdaje zajedničke marke s drugim državama (npr. BH Pošta i Katarska pošta 2003. godine).
Jedan od primjera zajedničkog izdanja je marka s likom pape Jovana Pavla II koja je trebalo da bude ista za sve tri pošte, ali je usljed neslaganja Srpskih pošti marki promijenjen izgled i štampana je ponovo. Marka je izdata povodom jedinstvene posjete pape Bosni i Hercegovini, 22. juna 2003. godine u Banjoj Luci. Cjelokupan tiraž je preuzet od pošte u Sarajevu i koristi se u normalnom saobraćaju. Ta marka je izuzetak i po tome što se na marki Hrvatske pošte Mostar natpis „Bosna i Hercegovina” pojavljuje na ćirilici. Takođe, deset godina Dejtonskog sporazuma u BiH obilježeno je gotovo identičnim markama u sve tri pošte, a jedine razlike su bili amblem pošte te oblik i veličina pojedine poštanske marke.
- 10 godina Dejtonskog sporazuma; BH Pošta (2005)
- 10 godina Dejtonskog sporazuma; Hrvatska pošta Mostar (2005)
- Minerali u BiH; BH Pošta (1999)
- Posjeta pape Pavla II BiH; Hrvatska pošta Mostar (2003)

Osim početnih motiva i nekih izuzetaka, sve tri bosanskohercegovačke pošte su se suzdržavale od stvaranja kulta određenih istorijskih ličnosti, pojedinih političkih partija i osim u izuzetnim slučajevima i nacionalizma. Korišćenjem vjerskih motiva na markama ili istorijskih ličnosti određenog naroda, ne krše se pravila filatelije jer su to standardne teme i u drugim poštama, ali zbog specifične političke situacije u BiH pojedina izdanja su se smatrala neprikladnima.
Jedno od rijetkih neuobičajenih izdanja, koje je gotovo nepoznato na tržištu, predstavlja serija BH Pošte iz 1999. godine od četiri marke s temom minerala, gdje su prikazani minerali iz Tuzle, Viteza, Busovače i Srebrenice. Tiraž je 30.000 kompleta i pitanje je da li se uopšte upotrebljava u poštanskom saobraćaju, mada se na šalterima sarajevske pošte ipak može kupiti.
Marka sa zajedničkim motivom izašla je 2011. godine povodom 150. godišnjice rođenja Fritjofa Nansena, norveškog diplomate, istraživača i dobitnika Nobelove nagrade za mir za godinu 1922. Marke se razlikuju samo po dodatnom natpisu za entitete Federaciju Bosne i Hercegovine i Republiku Srpsku, imenu koje je napisano na latinici ili ćirilici, te utisnutom simbolu pošte.

### Mješovita frankatura
Mješovita frankatura je izraz u filateliji koji označava poštansku pošiljku, koja je frankirana sa dvije ili više vrsta poštanskih maraka iz dviju ili više zemalja. Mješovitom frankaturom naziva se i frankiranje poštanskih pošiljki unutar jedne države koja ima dvije ili više pošti; takva zemlja je i Bosna i Hercegovina.
Pošiljke se obično frankiraju u slučajevima nastajanja novih država u takozvanom prijelaznom periodu. Uvođenjem nove valute (evro u zemljama Evropske zajednice) takođe nastaje fenomen mješovite frankature. Koverte ili druge pošiljke posebno se katalogizuju i imaju veću katalošku vrijednost, te su tako posebna tema u filatelističkim zbirkama.
Zbog vrijednosti su česta falsifikovanja, pa se uz pomoć kataloga može obično odrediti — na osnovu naznačenog vremena — da li je pismo ili pošiljka falsifikovana ili ne.

## Literatura
- (jezik: njemački)
- (jezik: njemački)   978-3-87858-659-3.
- (jezik: njemački)   978-3-87858-333-2.
- (jezik: njemački)
- (jezik: njemački)

## Spoljašnje veze
- BH Pošta
- Pošte Srpske Архивирано на веб-сајту  (9. јул 2016)
- Hrvatska pošta Mostar Архивирано на веб-сајту  (19. мај 2017)
- Katalog doplatnih maraka M & M [Jugoslavija (1933—1999), Srbija i Crna Gora (1992—2007)]